# Лариса Шепитко
Лариса Јефимовна Шепитко (рус. Лари́са Ефи́мовна Шепи́тько; укр. Лариса Юхимівна Шепітько; Артјомовск, 6. јануар 1938 – 2. јул 1979)  је била украјинска совјетска филмска режисерка, сценаристкиња и глумица. Сматра се једном од најбољих женских режисера свих времена. Њен филм Успон је други филм који је освојио Златног медведа и трећи филм који је освојио награду на Канском филмском фестивал у женској режији.
Шепитко је такође важила за једног од најистакнутијих совјетских филмских стваралаца и током Хрушчовљевског одмрзавања и ере стагнације. Хрушчовљево одмрзавање било је директан одговор на ограничења која су била наметнута совјетским грађанима током Стаљинове владавине, и у суштини је означила почетак иновативног повратка кинематографској уметности. Њена каријера прекинута је 1979. када је погинула у саобраћајној несрећи док је извиђала локације за филм Збогом. Њен супруг Елем Климов направио је 20-минутни документарац о Лариси у част њеног наслеђа.

## Филмографија
Шепитко је снимила укупно седам дугометражних филмова ако се урачуна омнибус филм Почетак непознате ере и Збогом, филм који је њен супруг Елем Климов завршио за њу након њене смрти.
| # | Година | Наслов                | Улога   | Белешке                                    |
| - | ------ | --------------------- | ------- | ------------------------------------------ |
| 1 | 1963   | Топлота               | Режисер | [ 5 ]                                      |
| 2 | 1966   | Крила                 | Режисер | [ 5 ] [ 6 ] [ 7 ]                          |
| 3 | 1967   | Почетак непознате ере | Режисер |                                            |
| 4 | 1969   | 13 часова             | Режисер |                                            |
| 5 | 1971   | Ти и ја               | Режисер | [ 5 ]                                      |
| 6 | 1977   | Успон                 | Режисер | [ 5 ] [ 8 ]                                |
| 7 | 1983   | Збогом                | Режисер | Филм завршио Елем Климов након њене смрти. |